# Burkinische Davis-Cup-Mannschaft
Die burkinische Davis-Cup-Mannschaft ist die Tennisnationalmannschaft Burkina Fasos, die das Land im Davis Cup vertritt.

## Geschichte
Burkina Faso nahm 2001 erstmals am Davis Cup teil und gewann in diesem Jahr in der Europa/Afrika Zone Gruppe IV zwei seiner fünf Begegnungen. Im folgenden Jahr meldete das Land nicht für den Wettbewerb. 2003, dem Jahr der bisher letzten Teilnahme, konnte Burkina Faso drei seiner vier Begegnungen gewinnen.
Erfolgreichster Spieler bisher war Sansan Dabire mit 10 Siegen und 4 Niederlagen. Er ist gemeinsam mit Mamadou Kabore (8 Siege, 6 Niederlagen) auch Rekordspieler. Die beiden nahmen jeweils an acht der neun Begegnungen ihres Landes teil.